# Ettore Stratta
Ettore Stratta (Cuneo, 30 marzo 1933 – New York, 9 luglio 2015) è stato un produttore discografico e direttore d'orchestra italiano.

## Biografia
Stratta nacque a Cuneo nel 1933. Diplomato al conservatorio Santa Cecilia di Roma, si trasferì negli Stati Uniti. Negli anni sessanta divenne un manager della Columbia Records. Durante la seconda metà del decennio aiutò la compositrice Wendy Carlos (allora Walter Carlos) a ottenere un contratto per l'etichetta. Fu anche conduttore di importanti orchestre, quali la Sinfonica di Londra, la Melbourne Symphony e quella nazionale di Lille e lavorò poi per artisti pop come Barbra Streisand, Tony Bennett, Nini Rosso, Andy Williams e Dave Brubeck. Pubblicò anche dischi di tango e un omaggio a Elvis Presley intitolato Symphonic Elvis (1996) .
Morì nel 2015, all'età di 82 anni.

## Discografia
- Ettore Stratta Conducting The Rome Philarmonic Orchestra, 1971
- Ettore Stratta Conducts The Baroque Chamber Orchestra, 1972
- Viva Vivaldi!, 1974
- Love Scarlatti, 1976
- Porgy and Bess - In Concert, 1980
- Space Stereo - Star Wars - Moonraker, 1980
- Scottish Ballad/Concerto for Two Pianos and Orchestra, 1981
- Symphonic Tango, 1991
- Symphonic Elvs, 1996